# Лозівська шкільна астрономічна обсерваторія
Лозівська шкільна астрономічна обсерваторія (також Лозівська астрономічна обсерваторія, ЛАО) — перша українська шкільна автоматизована астрономічна обсерваторія, розташована у селі Лозова (Тернопільський район).

## Історія
Автором ідеї створення шкільної обсерваторії є Михайло Шемеля, вчитель фізики та астрономії НВК «Лозівська загально-освітня школа I-III ст. – ДНЗ».
22 грудня 2017, для школи було придбано перший телескоп з автонаведенням. Фінансування проєкту було здійснено за рахунок коштів наданих Байковецькою ОТГ, у тому числі місцевими підприємцями і меценатами, та Агентством США з міжнародного розвитку за програмою USAID «Децентралізація приносить кращі результати та ефективність» (DOBRE).
| | Перша сільська автоматизована обсерваторія – це можливість з допомогою технічних та програмних засобів для жителів громади, і дітей зокрема, побачити і сфотографувати об’єкти ближнього та віддаленого космосу, як при безпосередній роботі з телескопами так і через інтернет – на сайті обсерваторії. На базі обсерваторії проводитимуться заняття астрономічних гуртків, науково-дослідні роботи Малої академії Наук (МАН), семінари, зустрічі для всіх бажаючих жителів громади та гостей. Сучасна обсерваторія сприятиме розвитку STEM-освіти в громаді. |
| — Михайло Шемеля, https://tenews.org.ua/post/show/1514029407-programa-usaid-dobre-vidkrila-u-baykoveckiy-gromadi-pershu-shkilnu-silsku-avtomatizovanu-observatoriyu/ | |

У подальшому було спроєктовано конструкцію будівлі ЛАО та головного телескопа, які розробив та виготовив тернопільский підприємець і астроном-аматор Сергій Вербицький.
Вартість проєкту побудови ЛАО склала 1 млн.грн., а фінальна вартість (з видатками на обладнання і обслуговування) планувалася на рівні 2.3 млн.грн.. Термін реалізації проєкту з побудови ЛАО склав пів року.
20 червня 2018, відбулося урочисте відкриття обсерваторії ЛАО на території школи, розташованої за 10 кілометрів від обласного центру. На церемонії відкриття ЛАО була присутня Посол США в Україні Марі Йованович.
З моменту відкриття на базі ЛАО проводяться астрономічні спостереження, шкільні та міжшкільні турніри з фізики та астрономії, наукові конференції та семінари для вчителів, екскурсії та публічні заходи для широкого загалу.
У серпні 2020, Андрій Ревун анонсував випуск поштовової марки «Шкільна обсерваторія, с.Лозова», випуск якої було замовлено через сервіс Укрпошти «Власна марка» 1 березня 2019.
Під час пандемії COVID-19 в Україні, ЛАО працювала дистанційно.
27 травня 2022, з нагоди відзначення Дня науки, на базі ЛАО відбулося було проведено науково-просвітницький захід «Горизонти сучасної астрономії» Тернопільського територіального відділення Малої академії наук України.
17 січня 2023, на базі ЛАО проведено «Климишенські читання» за участі астронома Івана Климишина. У жовтні того ж року, у японському журналі для астрофотографів та астрономів-аматорів «Hoshinavi» (Видавництво «AstroArts Inc.», Токіо) була опублікована стаття про ЛАО, написана харків'янкою Оленою Земляченко у рамках циклу статтей про роботу українських обсерваторій та планетаріїв в умовах Російсько-української війни.
У вересні 2024, на базі ЛАО розпочало роботу Відділення фізики та астрономії Тернопільського територіального відділення Малої академії наук України.
ЛАО також є осередком місцевих астрономів-аматорів та членів Клубу любителів астрономії «ТерАстро», які зібрали книги з астрономії для фонду бібліотеки обсерваторії.
Станом на 2024, це єдина шкільна автоматизована обсерваторія в Україні, а також перша неприватна обсерваторія у Тернопільській області.

## Інструменти

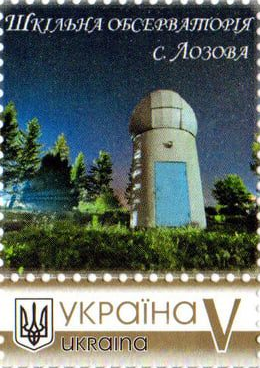
«Шкільна обсерваторія, с.Лозова» (поштова марка 19-3134, 1 березня 2019)

1. Головний телескоп (розміщений стаціонарно під куполом), 375-міліметровий телескоп системи Ньютона власної конструкції (фокусна відстань: 1340мм) з коректором поля ASA3" на монтуванні екваторіального типу українського виробництва White Swan Fork WSF-240[47] з автонаведенням, виготовлений фірмою «Білий Лебідь» (WSTC[48]) Сергія та Андрія Вербицьких[2][49][50][51][52];
2. Celestron CGEM 9.25", 325-міліметровий телескоп катадіоптричної системи Шмідта-Кассегрена[en] на штативному монтуванні екваторіального типу з автонаведенням[10][53];
3. Sky Watcher 250P, 250-міліметровий телескоп системи Ньютона на монтуванні добсонівського типу[54];
4. Sky Watcher, телескоп системи Ньютона на штативному монтуванні добсонівського типу;
5. Sky Watcher, телескоп системи Ньютона на штативному монтуванні екваторіального типу;
6. Sky Watcher, телескоп катадіоптричної системи на штативному монтуванні альт-азимутального типу;
7. Sky Watcher, телескоп рефракторної системи на штативному монтуванні альт-азимутального типу.

Головний телескоп також оснащений ПЗЗ-матрицею та має автоматизоване керування з віддаленим доступом зі шкільного кабінету фізики, а також деякий час був під'єднаний до мережі Інтернет.
| | Він [головний телескоп] може керуватися з середини приміщення, з класу фізики. Також він може керуватися з будь-якого смартфона, який має школяр. Будь-який учень не тільки цієї школи, а Тернопільської області і України може зайти і по фотографувати на нашому обладнанні. |
| — Сергій Вербицький, https://suspilne.media/ternopil/71295-na-ternopilsini-die-edina-v-ukraini-skilna-avtomatizovana-observatoria/ | |

Окрім того у арсеналі шкільної обсерваторії є різні побутові телескопи меншого розміру, біноклі (на монтуванні паралелограмного типу), цифрові фото- та відеокамери й інше обладнання необхідне для проведення астрономічних спостережень.
Для навчання дітей також використовується інтерактивний симулятор Всесвіту, створений на основі проектора та інтерактивного монітора.

## Різдвяні зорі
З 2018, щорічно на базі ЛАО та кабінету фізики, за сприяння ТОКІППО, Відділу освіти Байковецької ОТГ, Клубу любителів астрономії «ТерАстро» та меценатів, проводиться Astro Fest «Різдвяні зорі» — фестиваль астрономії, який поєднує семінар вчителів та міжшкільні змагання з фізики та астрономії.
1. Astro Fest «Різдвяні зорі — 2018» (11 січні 2018)
2. Astro Fest «Різдвяні зорі — 2019» (11 січні 2019)[60]
3. Astro Fest «Різдвяні зорі — 2020» (17 січня 2020), був присвячений 87-літтю астронома Івана Климишина, який привітав учасників по відеозв'язку[61].
4. Astro Fest «Різдвяні зорі — 2021» (29 січня 2021)[24]

## Дивіться також
- Андрушівська астрономічна обсерваторія
- Астрономічна обсерваторія Київського університету
- Головна астрономічна обсерваторія НАН України

#### Публікації
- Taras Shevchenko National University of Kyiv, Astronomical Observatory; Kleshchonok, V. V.; Karbovsky, V. L.; Main Astronomical Observatory of National Academy of Sciences of Ukraine; Buromsky, M. I.; Taras Shevchenko National University of Kyiv, Astronomical Observatory; Lashko, M. V.; Main Astronomical Observatory of National Academy of Sciences of Ukraine; Gorbanev, Yu. M. (28 жовтня 2022). Star occultation by small bodies of the Solar system: current state of observations in Ukraine (PDF). Kosmìčna nauka ì tehnologìâ. Т. 28, № 5. с. 56—66. doi:10.15407/knit2022.05.056.

#### Відео
- Сергій Вербицький на YouTube
- Astropolis. Сергій та Андрій Вербицькі - "Новини телескопобудування" на YouTube
- Astropolis. Сергій Вербицький - "Українске телескопобудування - нові розробки" (Рівнодення-2019) на YouTube
- Телекомпанія TV-4 (20 червня 2018), Надзвичайний і Повноважний Посол США про відкриття обсерваторії у Тернополі
- Телекомпанія TV-4 (21 червня 2018), Як працює шкільна обсерваторія у Лозовій Байковецької ОТГ
- Телеканал ІНТБ (20 червня 2018), На Тернопільщині відкрили першу в Україні шкільну обсерваторію
- Alex Ty Ternopil project, Лозівська обсерваторія на YouTube
- Суспільне Тернопіль (15 жовтня 2020). На Тернопільщині діє єдина в Україні шкільна автоматизована обсерваторія на YouTube
- Т1 Новини (1 лютого 2021). Чорні діри, туманності, галактики: астроквест у школі на Тернопільщині на YouTube
- Semenyuk Sergij (4 лютого 2021), Астрофест 2021
- Povernenya UA (21 грудня 2023). В космос з села Лозова на YouTube. «Життя на відмінно».